# Otto Lasanen
Otto Abraham Lasanen (ur. 14 kwietnia 1891, zm. 25 lipca 1958) – zapaśnik reprezentujący Finlandię. Brązowy medalista olimpijski ze Sztokholmu 1912, w wadze piórkowej.
Zajął siódme miejsce na mistrzostwach świata w 1911. Czwarty na mistrzostwach Europy w 1913 i 1914. Mistrz Rosji w 1917 roku.

## Letnie Igrzyska Olimpijskie 1912
| Konkurencja           | Rundy eliminacyjne    | Rundy eliminacyjne    | Rundy eliminacyjne         | Rundy eliminacyjne    | Rundy eliminacyjne     | Rundy eliminacyjne     | Rundy eliminacyjne | Runda finałowa           | Runda finałowa         | Klas. końcowa |
| Konkurencja           | Przeciwnik I          | Przeciwnik II         | Przeciwnik III             | Przeciwnik IV         | Przeciwnik V           | Przeciwnik VI          | Przeciwnik VII     | Przeciwnik I             | Przeciwnik II          | Miejsce       |
| --------------------- | --------------------- | --------------------- | -------------------------- | --------------------- | ---------------------- | ---------------------- | ------------------ | ------------------------ | ---------------------- | ------------- |
| 60 kg styl klasyczny. | Arvid Beckman (SWE) Z | Ewald Persson (SWE) Z | Ragnvald Gullaksen (NOR) Z | Harry Larsson (SWE) Z | Hugo Johansson (SWE) P | Kalle Leivonen (FIN) Z | Erik Öberg (SWE) Z | Georg Gerstäcker (GER) P | Kaarlo Koskelo (FIN) P | 3.            |